# Płatkonóg płaskodzioby
Płatkonóg płaskodzioby (Phalaropus fulicarius) – gatunek średniej wielkości ptaka wędrownego z rodziny bekasowatych (Scolopacidae). Nie jest zagrożony wyginięciem.

## Występowanie

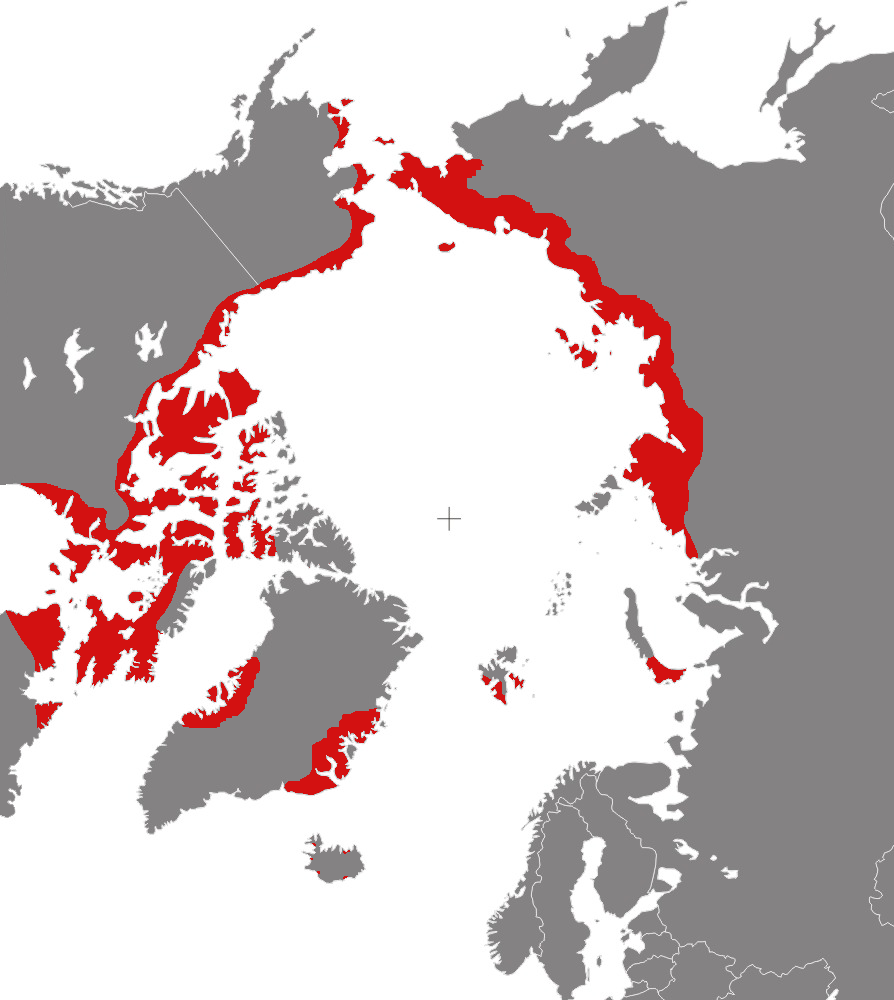
Lęgi

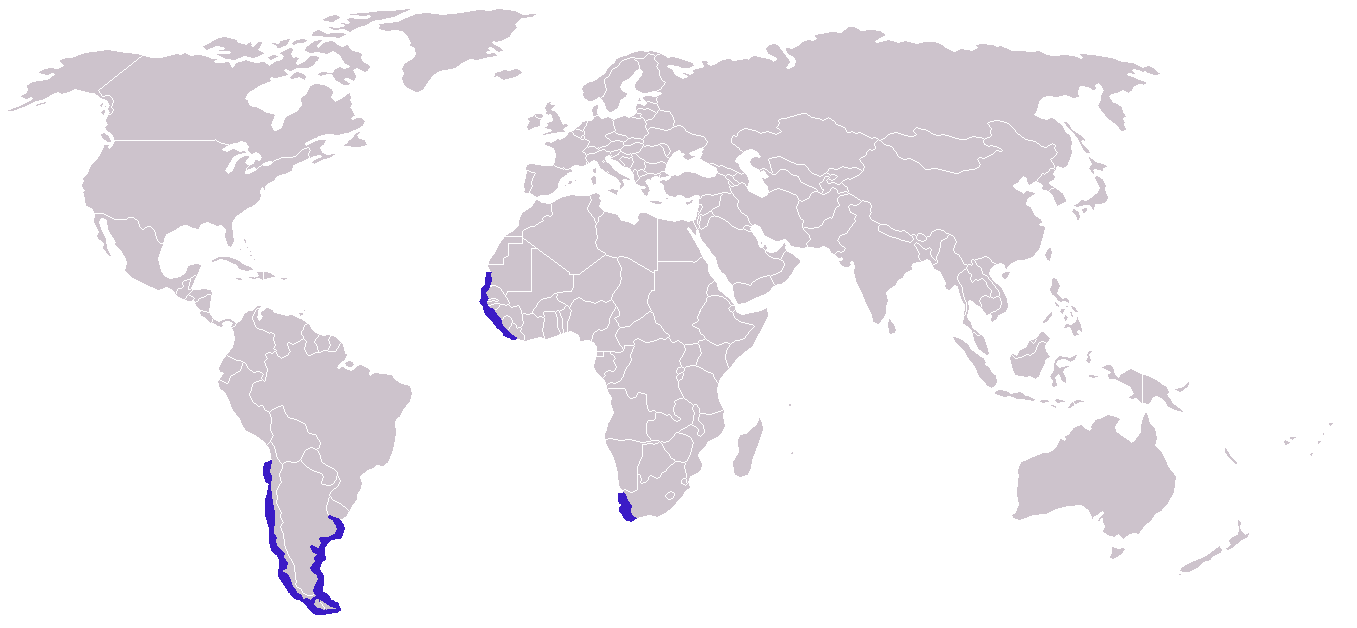
Zimowiska

Płatkonóg płaskodzioby zamieszkuje północną Syberię, Alaskę i północną Kanadę, Islandię, Grenlandię oraz Svalbard i Nową Ziemię. Zimuje na otwartym morzu u wybrzeży Ameryki Południowej oraz zachodniej i południowo-zachodniej Afryki, w Ameryce nielicznie także dalej na północ – aż po Kalifornię oraz na środkowo-zachodnim Atlantyku po Karolinę Północną. Czasem zostaje spychany przez sztormy na lądy Zachodniej i Środkowej Europy.
Do Polski zalatuje sporadycznie – do 2021 roku odnotowano 132 stwierdzenia, łącznie zaobserwowano 137 osobników.

## Systematyka
Gatunek ten po raz pierwszy zgodnie z zasadami nazewnictwa binominalnego opisał w 1758 roku Karol Linneusz w 10. edycji Systema Naturae, uznawanej za początek nomenklatury zoologicznej. Autor nadał gatunkowi nazwę Tringa Fulicaria. Jako miejsce występowania wskazał Amerykę; później miejsce typowe ograniczono do Zatoki Hudsona – taką lokalizację podał George Edwards w cytowanej przez Linneusza publikacji z 1750 roku. Obecnie płatkonóg płaskodzioby umieszczany jest w rodzaju Phalaropus. Nie wyróżnia się podgatunków.

## Morfologia

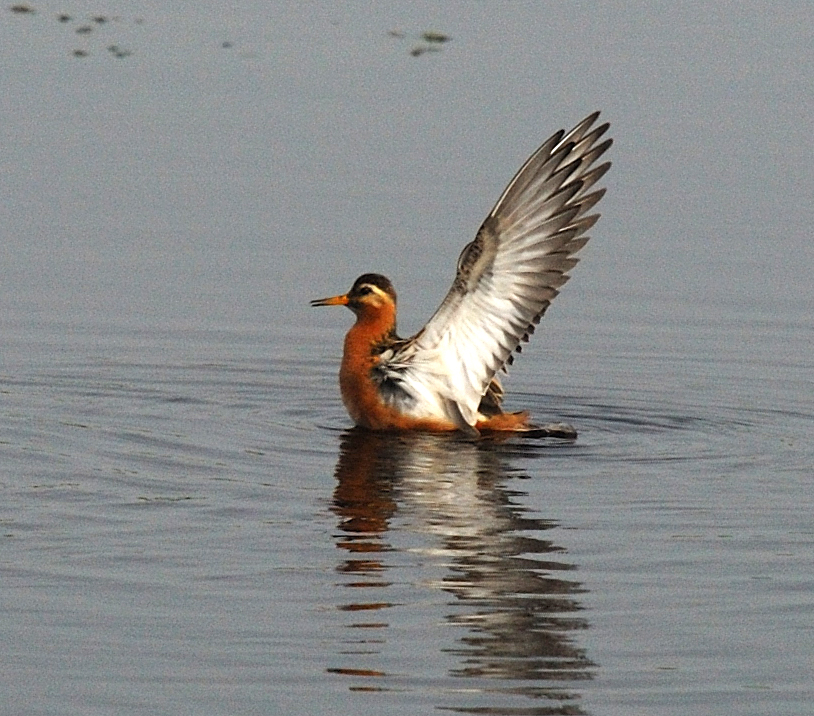
Dorosły osobnik w szacie godowej, Borrow (Alaska)

WyglądSamica nieco większa i bardziej jaskrawo ubarwiona niż samiec. W szacie godowej wierzch głowy, potylica, czoło i gardziel czarne, boki głowy (policzki) białe – otaczające oczy, wierzch ciała pokryty ciemnobrązowymi piórami o płowych brzegach. Reszta ciała rdzawokasztanowata. Dziób mocny, na końcu spłaszczony, żółty o czarnym końcu. Nogi zielonoszare. Samce na głowie mają mniej wyraźny wzór, a na piersi i brzuchu są białe plamy. W upierzeniu spoczynkowym jesienią obie płci ubarwione jednakowo. Wierzch popielatoszary, spód biały. Potylica i pas przechodzący przez oko ciemne. Osobniki młodociane mają wierzch ciała pokryty ciemnymi piórami o rdzawych brzegach. Spód ciała biały.
W locie widać szeroki biały pasek skrzydłowy. Gdy pływa, podobny jest do mewy, ale znacznie mniejszy. W porównaniu z płatkonogiem szydłodziobym jest nieco większy i mocniej zbudowany. Dziób ma grubszy i latem staje się on żółty z czarnym końcem, podczas gdy u jego krewniaka jest cały czarny.
Wymiary średniedługość ciała ok. 20–23 cm
rozpiętość skrzydeł ok. 35–40 cm
masa ciała ok. 35–70 g

## Ekologia i zachowanie

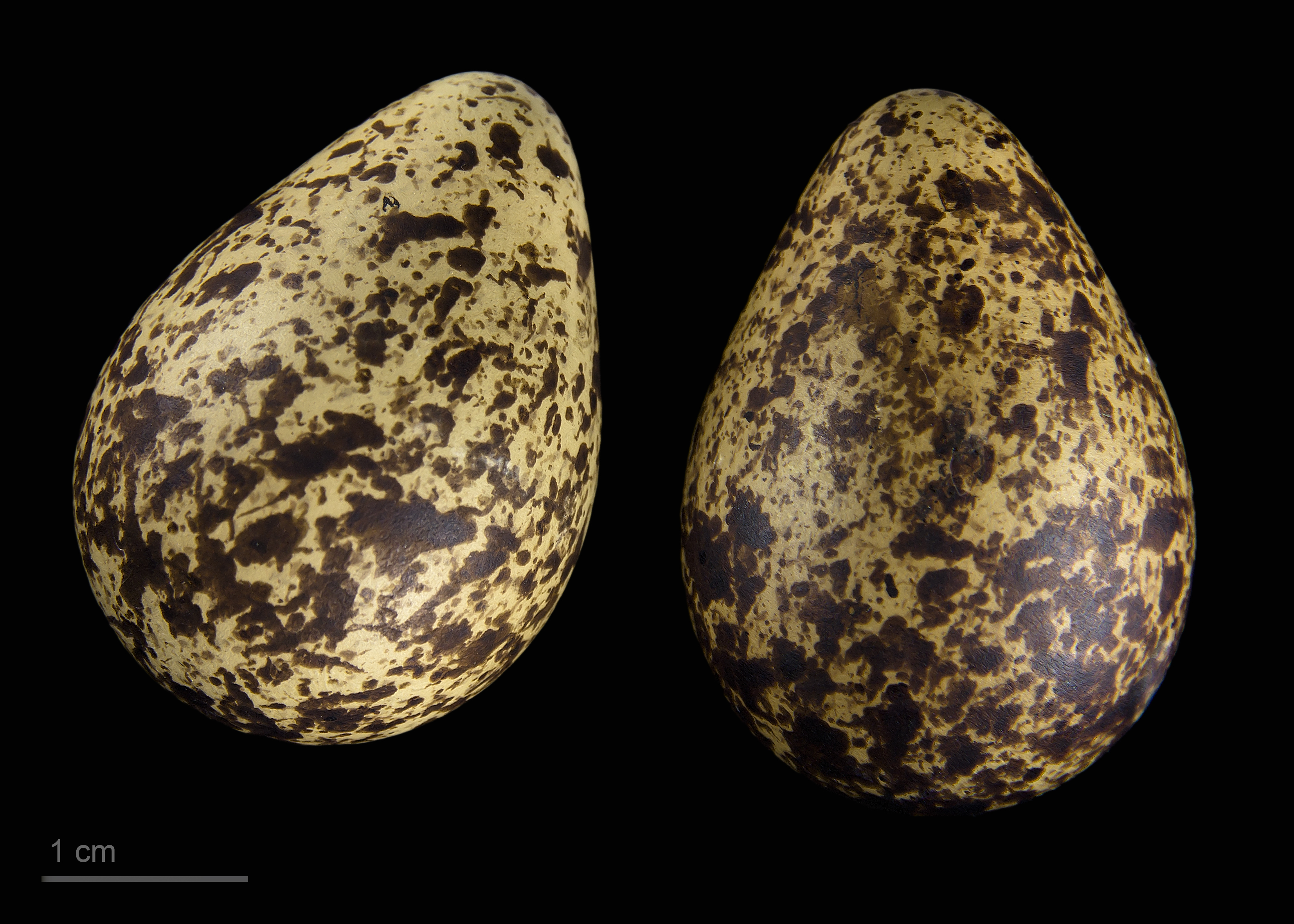
Jaja z kolekcji muzealnej

BiotopBrzegi jezior i wilgotne partie tundry. Zimuje na otwartym morzu u wybrzeży, wzdłuż których wędruje.
TokiDominującą rolę w tokach odgrywa samica. To ona ubiega się o względy samca.
GniazdoNa ziemi, przy brzegu. Zakładają go oboje partnerzy, ale wyścieła je samiec.
Okres lęgowyW ciągu roku wyprowadza jeden lęg (choć zdarzają się przypadki poliandrii), składając w czerwcu–lipcu 3–6 (zwykle 4) jaj. Są one wysiadywane przez okres 18–20 dni przez samca (jednak w przypadku monogamii samica może mu pomagać). Pisklętami, które opuszczają gniazdo tuż po wykluciu, opiekuje się wyłącznie samiec aż do usamodzielnienia w wieku 18 dni. Ze względu na małą rolę samicy w tym okresie, stara się ona wtedy założyć lęg z innym samcem. W ten sposób zwiększa swój sukces rozrodczy. Z kolei gdy drugim lęgiem zajmuje się drugi partner, samica w lipcu odlatuje z lęgowisk.
PożywienieBezkręgowce morskie i małe ryby uzupełniane pokarmem roślinnym. Poza okresem lęgowym ptaki te żerują na morzu.

## Status i ochrona
Międzynarodowa Unia Ochrony Przyrody (IUCN) uznaje płatkonoga płaskodziobego za gatunek najmniejszej troski (LC – Least Concern) nieprzerwanie od 1988 roku. W 2024 roku szacowano liczebność światowej populacji na 9–12 milionów dorosłych osobników. Trend liczebności populacji nie jest znany.
W Polsce podlega ścisłej ochronie gatunkowej.